# 火神を盗め
『火神を盗め』（アグニをぬすめ）は、山田正紀による日本の小説。

## 概要
この小説は『謀殺のチェス・ゲーム』を発表した翌年に、同じ出版社で続けて書き下ろした作品である。何人もの諜報機関員が暗躍する国際謀略小説としての一面もあるが、凄腕のスパイですら潜入に失敗した警戒厳重な原子力発電所を、日本人サラリーマンたちが奇抜なアイディアをもって攻略する物語終盤のシーンが見所である。後に、左京景の作画による劇画も描かれた。
この作品を書くにあたって、山田はカンヅメになって執筆しなければならないことになったが、その際に出版社の廊下にカンヅメというはめになってしまったという。そんな状況に陥った理由の1つは、特注して作った原子力発電所の模型が大きすぎて、ホテルに持ち込めなかったということもあった。出版社の廊下に机を置いて仕事をし、夜は週刊誌の記者たちが編集室に泊まる時に使うベッドで寝るという生活が続き、そんな様子を各フロアの編集者たちが見物に来たという。

## 評価
1977年下期の第78回直木三十五賞候補作の1作であった。選考委員は、石坂洋次郎、司馬遼太郎、川口松太郎、松本清張ほか。選考会では「現実味が乏しい」、「文章が粗雑」などと酷評されて落選となった。しかし、讀賣新聞、朝日新聞紙上では、第78回の「注目作」として取り上げていた。両者に共通するのは、本作を当時流行していた「劇画風小説」ととらえていたことにある。なお、第78回は受賞作なしとなっている。
筒井康隆は本作の直木賞落選について「山田の落選は、選考委員諸作家にとって、非常にまずいことになるだろう」と『腹立半分日記』で1978年1月18日の項に記している。

## あらすじ
中国との国境に近い場所に造られたインドの原子力発電所・火神（アグニ）に爆弾が仕掛けられた。極右派のCIA破壊工作員たちによる暴走だったが、その秘密を知った日本のサラリーマン・工藤篤は、生命の危機にさらされる。自らの身を守るため、工藤は会社を巻き込み、爆弾を撤去する作戦を決行する。作戦に参加するのは、1人を除いて無能者の烙印を押された平凡なサラリーマンたち。CIAの諜報部員を敵に回して、荒事には不向きな素人たちが警戒厳重な原子力発電所へと潜入する危険な作戦が開始された!!

## 登場人物

### 亜紀商事
工藤 篤（くどう あつし）
亜紀商事の『原発課』所属のセールス・エンジニア。年齢30歳。趣味はラジコン飛行機。両親は既に亡くなっている。
元は寿明（じゅめい）電機の社員だったが、会社が合併吸収されたため亜紀商事に移籍することになった。優秀なエンジニアだが、上司からは扱いにくい男と評価されている。
原子力発電所・アグニに仕掛けられた爆弾に気付いたことで、命懸けの戦いを強いられる羽目になる。
梓 靖子（あずさ やすこ）
亜紀商事の専務付きの秘書。27歳。美貌と有能さを兼ね備えた女性。
漆原（うるしばら）
亜紀商事の専務。現会長とともに亜紀商事を大企業にのし上げた功労者。エッセイストとしての一面も持つ。会社を守るためには、非情な決断を下すことも辞さない。
斉藤（さいとう）
ランキーマに派遣されたチームのチーフ。工藤と同じ寿明電機の出身。工藤から、アグニに仕掛けられた爆弾のことを聞かされても「会社が何とかしてくれる」と会社を盲信し続けていた。日本に帰国した後、フラワー・チルドレンの破壊工作員・ローズに殺害される。
佐門字 公秀（さもんじ きみひで）
『社史編纂室』所属。公家の血を引いているという由緒正しい家柄の出身で、端正な顔をしている。美しい女性と見れば口説かずにはおれず、女性遍歴は豊富。ただし、サラリーマンとしては無能とみなされており、閑職に追いやられている。社内における工藤の数少ない友人の1人。アグニ潜入作戦に選ばれたメンバーの一員。
桂 正太（かつら しょうた）
営業部の接待役。本来、営業部に接待役などという役職はないのだが、桂は商社マンとしては無能で、宴会で見せる芸のみをかろうじて認められたために、かろうじて与えられた役職である。上方落語の有名な大御所の私生児で、桂も落語家になりたかったのだが、東京に置いていかれたため、「擬似大阪弁」としかいいようのない発音の大阪弁しか話せなくなり、夢を絶たれた。亜紀商事には父親のコネで入社。アグニ潜入作戦に参加させられる。
仙田 徹三（せんだ てつぞう）
経理四課の万年係長。39歳。17歳年下の女性と結婚し、夜の要求に応えるために連日ホルモン焼きを食べて体力をつけている。風采は上がらず、要領も悪いため、出世の見込みは全く無いが、職場の部下たちからは慕われている。英語検定1級の資格を持っているが、外人に対するコンプレックスが酷く、外人の前で満足な英会話が出来ない。アグニ潜入作戦のメンバーに選ばれた1人。
左右田（そうだ）
亜紀商事の社長。
須永 洋一（すなが よういち）
亜紀商事の専属もめごと解決屋（トラブル・シューター）。端正な顔と鍛え上げられた体を持つ暴力のプロ。密命を受け、東南アジアを中心に、用地買い付け・政府要人の買収・反日企業グループの切り崩しなどを行っている。日本国内では漆原専務の直属調査員として、暗躍する。趣味は詩作。アグニ潜入作戦に選ばれた1人で、漆原からある密命を受ける。
小見山 文三（こみやま ぶんぞう）
亜紀商事ニューデリー支社の現地採用員。太平洋戦争に爆撃機のパイロットとして従軍した経験があり、戦後アジア諸国を回って死んだ人達の供養をしていた。

### 工作員
賈（チアシ）
中国諜報機関の情報部員。CIAやKGBといった諜報機関を相手に勝利を収め続けてきた凄腕。原子力発電所アグニを探っていたが、警戒網にかかって射殺される。
小虎（シャオフー）
中国諜報機関の情報部員。30代後半から40代の丸々と太った巨漢。
“リリー”
フラワー・チルドレンの破壊工作員。
“ローズ”
フラワー・チルドレンの破壊工作員。
アルバート伊能（アルバートいのう）
ウェスチング・マシン社の極東担当「原発」セールスマン。日系三世の肥った小男。

### その他
ビスミル
小柄で貧相なインド人。原子力発電所アグニで炊事係をしている。

## 用語
アグニ
インドのランキーマという盆地に建設された原子力発電所。中国・チベット自治領との国境から数十キロの距離にある。
軍の警備兵が常駐しているのみならず、触圧反応装置、高圧電流の流れる有刺鉄線の二重柵、音響捕獲機（サウンド・キャッチ）、対テロリスト・レーダーなどの最新機器により厳重な警戒がなされている。
亜紀商事（あきしょうじ）
日本で上位3位に入る業績を上げている総合商社。
フラワー・チルドレン
CIA内部の超極右組織。メンバーの暗号名には花の名前が使用されている。CIAの作戦部・外国諜報室に属しているが、CIA長官や大統領にも手が出せない過激な集団。ウォーターゲート事件の際、後難を恐れた作戦部が問題のありそうな部署を独立させたのが始まりで、後に極右軍人たちの後ろ盾を得て現在の過激な思想を持った組織となる。その組織員は全て暗殺・破壊・陰謀のプロフェッショナルである。
放射能探知装置（クローク・ダイル）
原子炉格納容器の中に据えつけられた装置。容器の中の放射能が危険値に達すると警報を鳴らす。装置を考案したインド人のエンジニア・ダイルの名前を元に「クローク・ダイル（ダイル氏のがらがら声）」と命名された。
ランキーマ
インドの辺境にある盆地。7000m級の山峰を背景とし、500mから1000mの山塊を外壁としている。巨大な岩塩層を有しており、かつてはこの岩塩をめぐってヒンズー教徒が勇猛なグルン族やマガール族と争ったという歴史がある。
古代、この地では火神・アグニが羅刹（ラークシャサ）と争ったという伝承が残されている。その争いは1年有余に及び、やがてアグニの発する炎によって、羅刹は猛烈に発汗し、ついには溶け崩れてしまった。ランキーマの岩塩層は、元は羅刹の死骸だという。この伝承はヒンズー教徒が岩塩層を勝ち取った歴史を暗喩しているというのが、神話学者の説。
アンチオ・エクスプレス
1944年のアンチオ上陸作戦の際に使用された列車砲レオポルドの1台。兵器マニアだった当時のランキーマ藩主が金にあかせて入手したもので、ランキーマの岩塩層の廃坑に隠されていた。
ポコモコ
アグニ周辺を流れる河に生息するワニ。かつては、デリーに滞在していた映画狂いのアメリカ人貿易商にペットとして飼われていたが野生化している。

## 単行本
- ノン・ノベル（新書） 1977年9月5日発売 ISBN 4-396-20065-X
- 文春文庫 1983年6月25日発売 ISBN 4-16-728403-0
- ハルキ文庫 1999年6月18日発売 ISBN 4-89456-535-8

## 劇画版
左京景作画による劇画作品。基本的なストーリーは原作と同じだが、結末が若干変更されている。
- ホームミステリーコミックス（集英社）  1993年2月発売 ISBN 4-8342-3052-X